# Moja wojna
Moja wojna inny tytuł: Wewnętrzne wojny (ukr. Внутрішні війни) – ukraińsko-francuski film dokumentalny z 2020 roku, w reżyserii Maszy Kondakowej.

## Treść filmu
Dokument przedstawia losy trzech kobiet (Walerii, Iry i Ołeny), spośród tysięcy, które dołączyły do armii po wybuchu wojny na wschodzie Ukrainy w roku 2014. Waleria Burłakowa zaciągnęła się do armii po śmierci swojego ukochanego. Ołena Lubynecka zwana Wiedźmą, w przeszłości kierowała siecią sklepów, a na froncie została dowódcą oddziału moździerzy. Iryna Iwanusz była na froncie jako lekarka-wolontariuszka, zanim straciła obie nogi w wyniku wybuchu miny. Po powrocie do Kijowa nadal angażuje się w działania związane z frontem w Donbasie.
Polska premiera filmu odbyła się 12 listopada 2021 w ramach Festiwalu Filmowego Ukraina, na którym film został uhonorowany nagrodą publiczności.